# إلقار ميرزاييف
إلقار أنزور أغلو ميرزاييف (بالأذرية: İlqar Mirzəyev) - (الجمهورية الجورجية السوفيتية الاشتراكية - 2020 منطقة توفوز، قرية أغدام)  عقيد المسلحة الأذربيجانية، البطل الوطني الأذربيجاني(2019).
استشهد في القتال بين القوات المسلحة الأذربيجانية و القوات المسلحة الأرمنية في قطاع الحدود الدولية بين منطقة توفوز بأذربيجان ومحافظة تاووش بأرمنية في 14 يوليو عام 2020.

## حياته
ولد إلقار ميرزاييف بمدينة جارداباني عام 1973. تلقى دراسته الثانوية في نفس المدينة في 1980 وتخرج منها في 1990. ثم التحق ميرزاييف بمدرسة العسكرية العلي التي تحمل إسمه حيدر علييف في 1991.

## الخدمة العسكرية
كان إيلقار ميرزاييف عقيدا للقوات المسلحة الأذربيجانية. في عام 1995 بدأ خدمته العسكرية برتبة ملازم بعد التخرج من المدرسة العسكرية العلي التي تحمل إسمه حيدر علييف. ثم قد حسن تعليمه في الأكاديمية العسكرية للقوات المسلحة الأذربيجاني بين 2003-2005.
في أبريل لعام 2016، حصل إيلقار ميرزاييف على ميدالية «لخدمة الوطن» الدرجة الثانية والثالثة لشجاعته وبطولاته خلال معارك أبريل. كما في 2018، حصل على ميدالية الذكرى المئوية للجيش الأذربيجاني ورفعت من المقدم إلى العقيد.
استشهد إيلقار ميرزاييف في القتال بين القوات المسلحة الأذربيجانية و القوات المسلحة الأرمنية في قطاع الحدود الدولية بين منطقة توفوز بأذربيجان ومحافظة تاووش بأرمنية في 14 يوليو عام 2020.
ودفن في زقاق الشرف الثاني في باكو في 15 يوليو.
حصل إلقار ميرزاييف على لقب البطل الوطني لأذربيجان بعد وفاته عن الخدمات الخاصة في استعادة السلامة الإقليمية لأذربيجان والشجاعة في أداء المهام القتالية.